# Veronica (Fernsehsender)
Veronica ist ein niederländischer Privatsender. Er gehörte bis zum 28. Juli 2011 zur Sendergruppe der ProSiebenSat.1 Media AG, zu der auch die Kanäle NET 5 und SBS6 gehörten. Vom 29. Juli 2011 bis 19. Juli 2017 war der Sender in den Händen von Sanoma Media (67 %) und Talpa Media (33 %) und seit dem 19. Juli 2017 komplett in den Händen von Talpa Media. Veronica richtet sich vor allem an ein junges Publikum. Das Programm besteht hauptsächlich aus US-Produktionen. Gesendet wird täglich in der Zeit von 18 bis 6 Uhr, die restliche Sendezeit wird mit dem Kinder- und Jugendsender Disney XD geteilt.

## Geschichte
Die Veronica Omroep Organisatie (siehe Radio Veronica#Geschichte) war seit 1976 Programmzulieferer für den öffentlich-rechtlichen Rundfunk der Niederlande. Die Musiksendung Countdown wurde von Veronica von 1978 bis 1993 produziert und in 22 Länder ausgestrahlt, u. a. auch bei Elf 99, einer Sendung des DDR-Fernsehens. 
Ab dem 1. September 1995 war Veronica ein privater Fernsehsender der Holland Media Group (HMG; später RTL Nederland), an der die Vereniging Veronica beteiligt war. Nach dem Ausstieg der Vereniging Veronica aus der HMG wurde der Sender am 2. April 2001 in Yorin umbenannt, da die Namensrechte an Veronica bei der Vereniging Veronica verblieben.
In Zusammenarbeit mit MTV Networks Benelux ging am 15. April 2002 eine neue Veronica an den Start; die Sendezeit wurde mit dem Kindersender Kindernet, dem heutigen niederländischen Nickelodeon, geteilt. Deshalb gab es nur drei Programme am Abend, die sich in der Nacht noch einmal wiederholten. Dies führte dazu, dass man am 14. Juli 2003 das Programm wieder einstellte.
Noch im selben Jahr erfolgte die Übernahme durch das skandinavische Unternehmen SBS Broadcasting. Am 20. September 2003 formte SBS seinen Sender V8 in Veronica um. Im Vergleich zu seinen Vorgängern ist dieser erfolgreicher.

## Programm
| - Alias – Die Agentin - Criminal Minds - Day Break - Drew Carey Show - Enterprise - Friends - Joey - Lost - Navy CIS - Numbers – Die Logik des Verbrechens - Der Prinz von Bel-Air - The Shield – Gesetz der Gewalt - Die Simpsons - Smallville - Stargate – Kommando SG-1 - South Park | - Are You Hot? - Brainiac - Countdown (Musiksendung) - De Grote Beurt - Fight For Fame - My Best Friends - Next Action Star - Temptation Island - Top Gear - Search for the Next Pussycat Doll - The surreal life - Wegmisbruikers |